# New Burnt Cove
New Burnt Cove is een plaats in de Canadese provincie Newfoundland en Labrador. De plaats bevindt zich aan de oostkust van het eiland Newfoundland en maakt deel uit van het local service district Burgoynes Cove.

## Geschiedenis
De gemeentevrije plaats kreeg in 1989 voor het eerst beperkt lokaal bestuur door de oprichting van het local service district Burgoynes Cove.

## Geografie
New Burnt Cove bevindt zich aan de noordelijke oever van de Smith Sound, de zeearm die Newfoundland van Random Island scheidt. De plaats is gelegen aan provinciale route 232. Ze ligt net ten zuiden van Clifton en is zelf in het zuidoosten grotendeels vergroeid met het dorp Burgoynes Cove.